# (209) Dido
(209) Dido es un asteroide que forma parte del cinturón de asteroides y fue descubierto por Christian Heinrich Friedrich Peters el 22 de octubre de 1879 desde el observatorio Litchfield de Clinton, Estados Unidos.
Está nombrado por Dido, la legendaria reina de Cartago.

## Características orbitales
Dido está situado a una distancia media de 3,146 ua del Sol, pudiendo alejarse hasta 3,335 ua. Tiene una inclinación orbital de 7,169° y una excentricidad de 0,05998. Emplea 2038 días en completar una órbita alrededor del Sol.